# Порта-Сан-Паоло
Порта-Сан-Паоло (італ. Porta San Paolo — Брама святого Павла) — міська брама у мурі Авреліана в Римі.

## Історія
Брама в античні часи називалась лат. Porta Ostiensis, оскільки від неї починалася Остійська дорога, що колись вела в порт Остію. Пізніше брама була перейменована на Порта-Сан-Паоло, оскільки через неї можна було потрапити до базиліки базиліки Святого Павла за мурами. 
Порта-Сан-Паоло має дві циліндричні вежі і два виходи. Навпроти нею стоїть піраміда Цестія.